# 安蒂·林内
安蒂·尤哈尼·林内（芬蘭語：Antti Juhani Rinne；1962年11月3日—，姓氏又译为“林奈”），芬兰政治人物、前任总理。2014年5月9日担任芬兰社会民主党的党主席，在2014年6月6日至2015年5月29日期间担任芬兰财政部长，2015年起当选为议员。在2019年的议会选举中，社民党在他的领导下取得最多议席。2019年6月6日，林内被任命为芬兰总理。2019年12月3日正式递交辞呈，宣布辞去总理职务。
林内在赫尔辛基大学取得法学硕士学位，在2002至2014年间他先后在几个工会里担任领导。他在2014年5月9日芬兰社会民主党主席选举中击败时任主席尤塔·乌尔皮莱宁而当选为该党主席。
2019年9月，芬蘭政府控股的芬兰邮政宣布降低700多名包裹分拣工人的工资待遇。自11月11日起，近万人参加芬兰邮政工会举行的大规模罢工，并引发其他行业工人的罢工浪潮。经过两周多的艰难劳资谈判，罢工最终以资方妥协告终。此后，反对党以处理国有企业劳资纠纷不力为由，要求总理辞职。12月2日，内阁合作党派之一的芬兰中间党也公开表示对林内失去信任。12月3日，安蒂·林内宣布辞去总理职务。2019年12月11日獲選為國會第一副議長。2020年8月23日林内没有尋求連任社会民主党主席，党主席职位由桑娜·马林接任，同年12月16日卸任副議長。